# Långhultamyrens naturreservat
Långhultamyren är ett naturreservat i Breareds socken i Halmstads kommun i Halland.
Reservatet omfattar 768 hektar, är skyddat sedan 1999, ingår natura 2000 och är beläget 5 km öster om Simlångsdalen.
Reservatet utgörs av ett stort myrområde på den västra delen av det sydsvenska höglandet. Nederbördsmängderna i området är relativt höga med storleksordningen 1 200–1 500 mm per år. På en del högre belägna områden finns ljunghedar. Bland förekommande fåglar kan nämnas tjäder, orre och ljungpipare.
Inom området finns vandringsleder och på vintern underhålls här flera skidspår.